# 5-ös metró (Párizs)
A párizsi 5-ös metró, Párizs ötödik metróvonala, melynek első szakaszát 1906. június 6-án nyitották meg. Érinti Párizs legfontosabb vasútállomásait, közvetlen összeköttetést biztosít a Gare du Nord, a Gare de l'Est és a Gare d'Austerlitz között.
A 14,6 km-es vonal a város nyolcadik legforgalmasabb vonala, 2010-ben több mint 92 millió utasa volt.

## Galéria

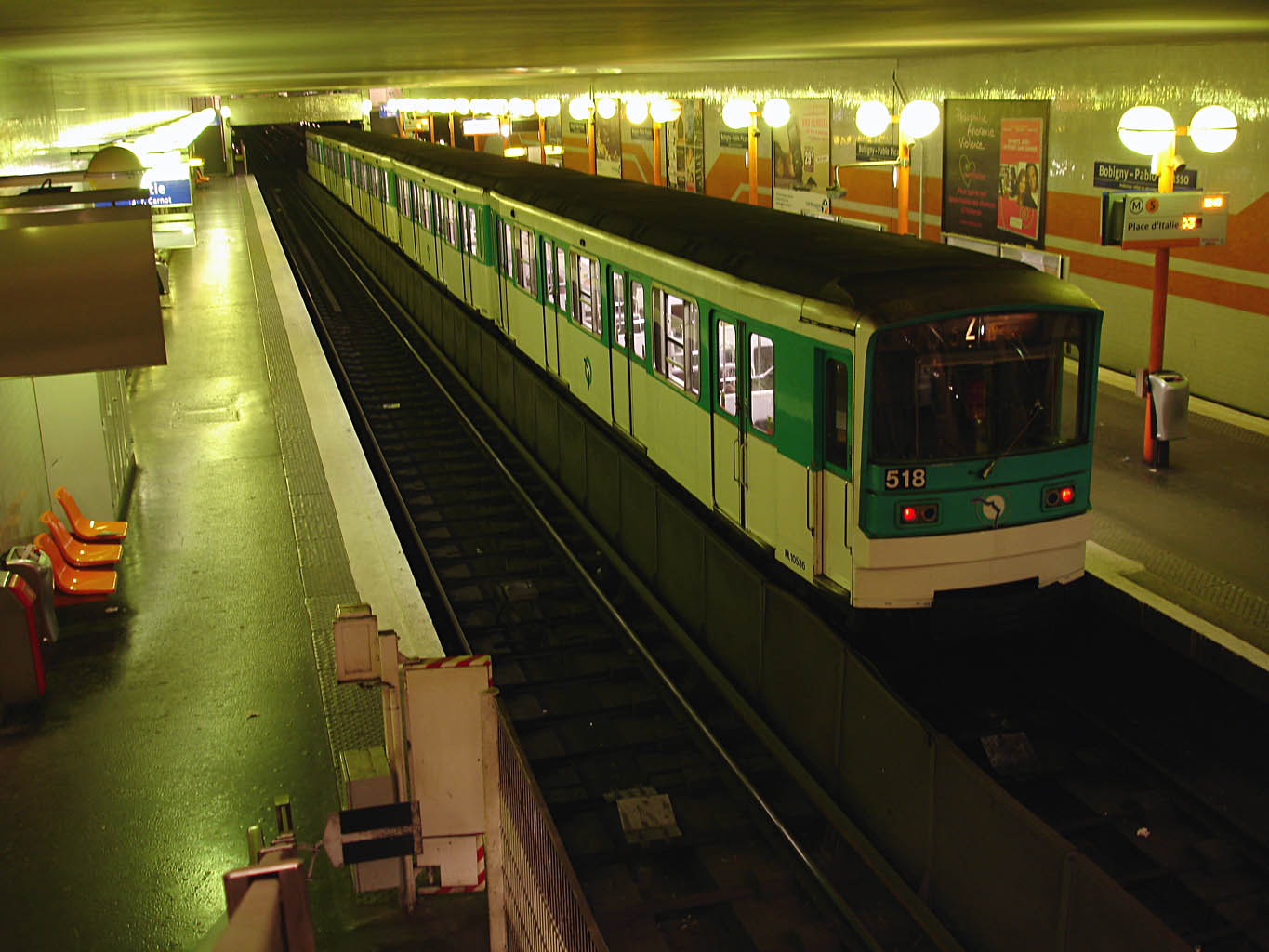
Bobigny – Pablo Picasso
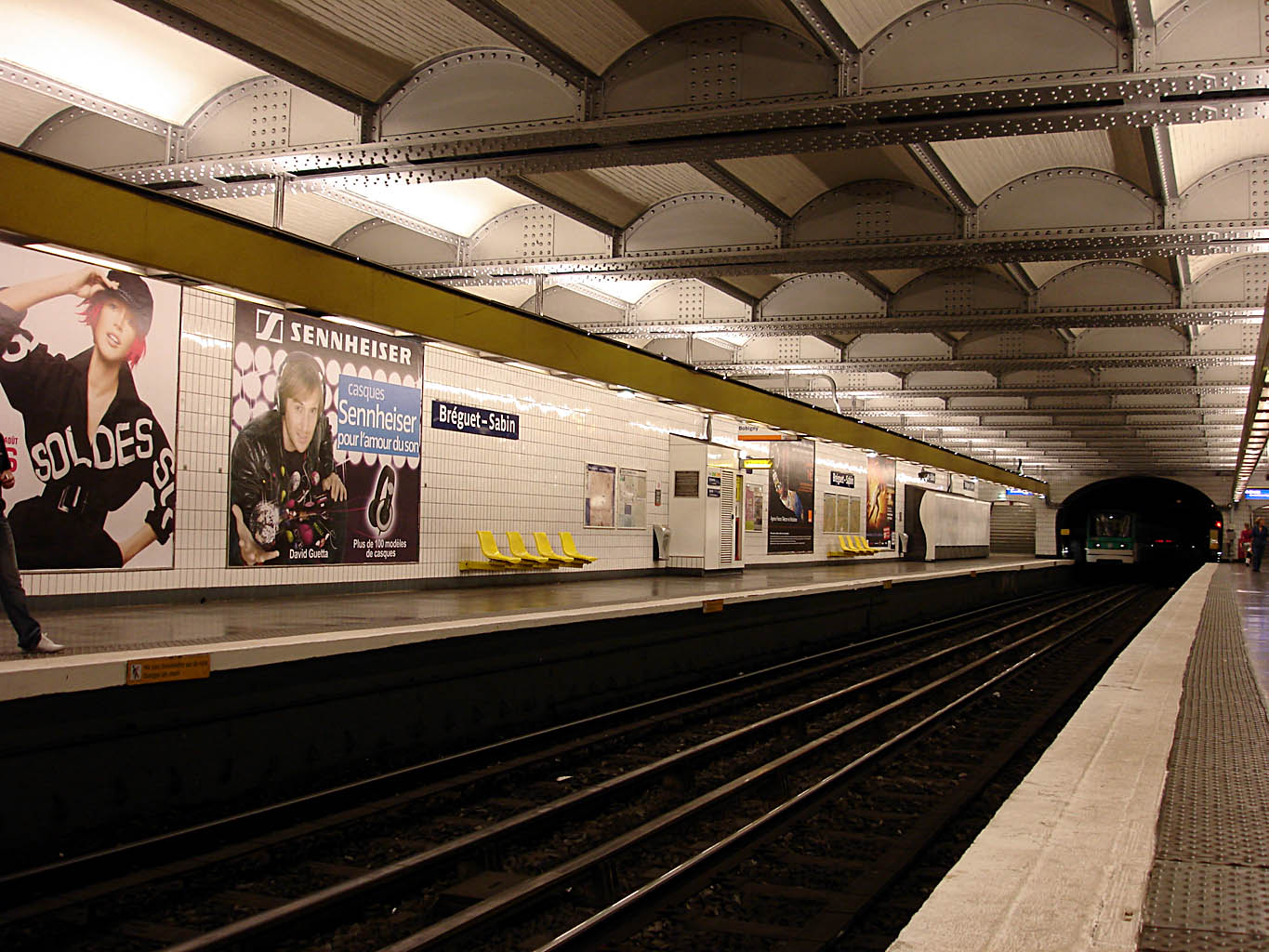
Bréguet – Sabin
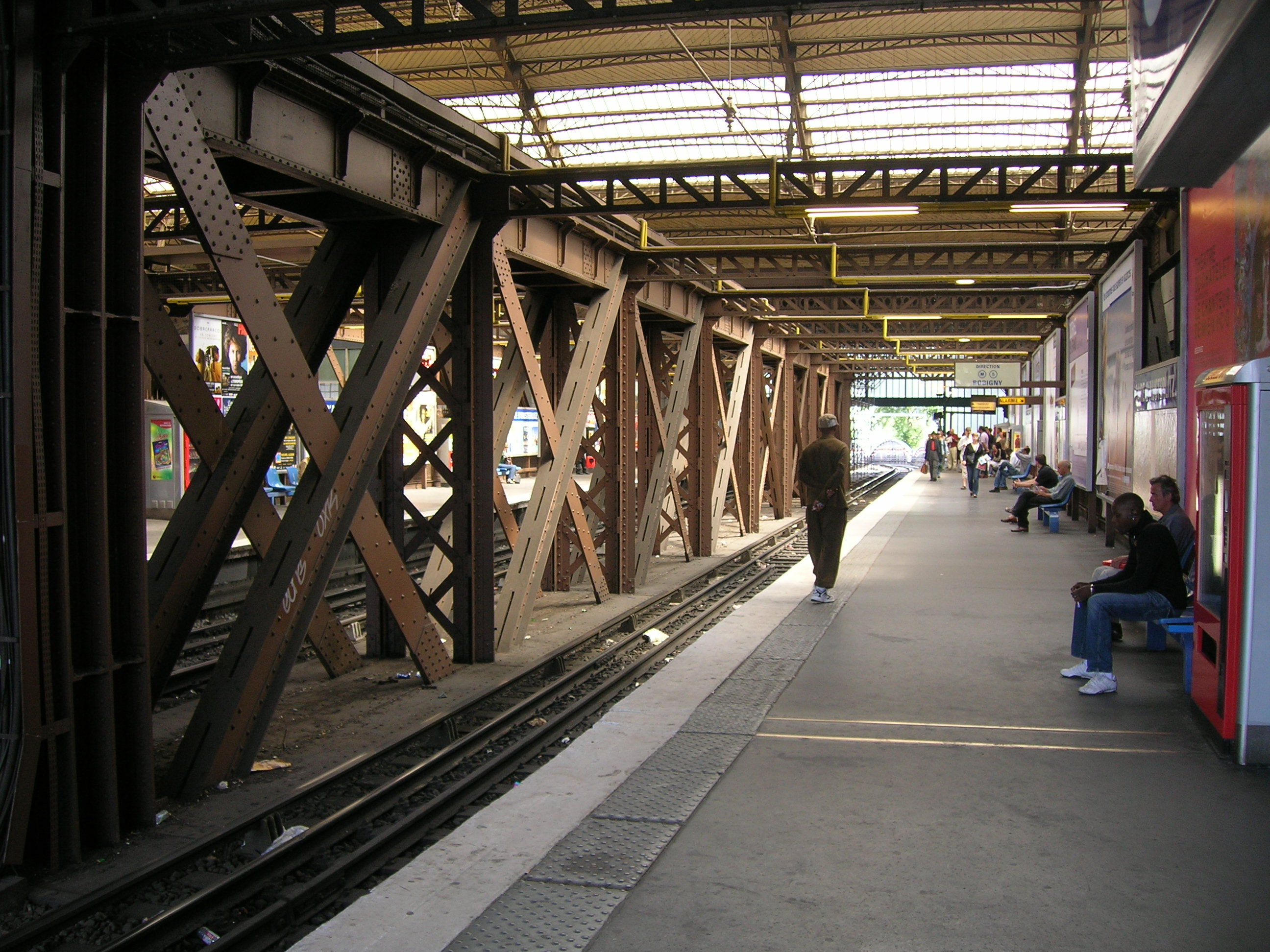
Gare d’Austerlitz
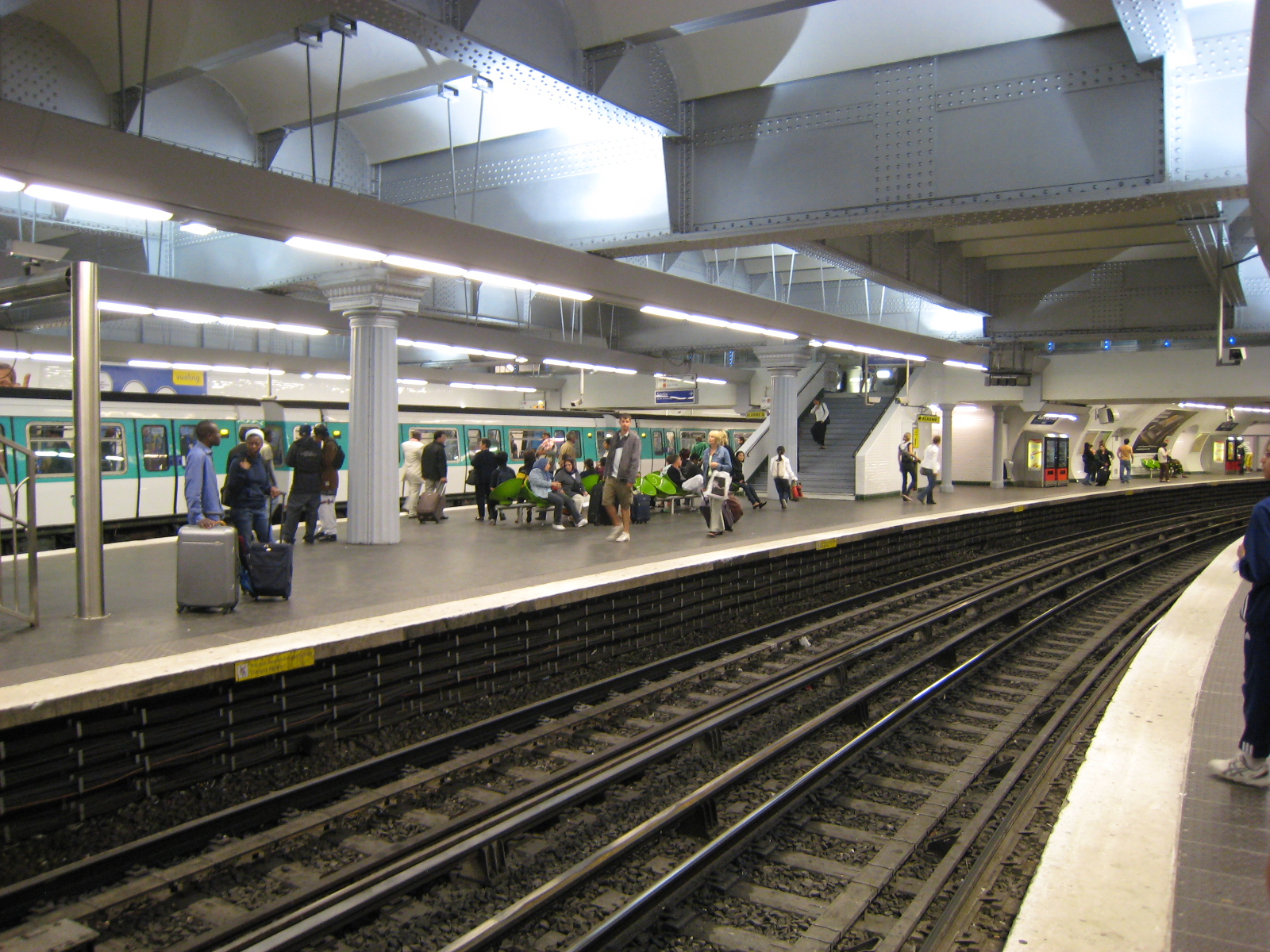
Gare de l’Est
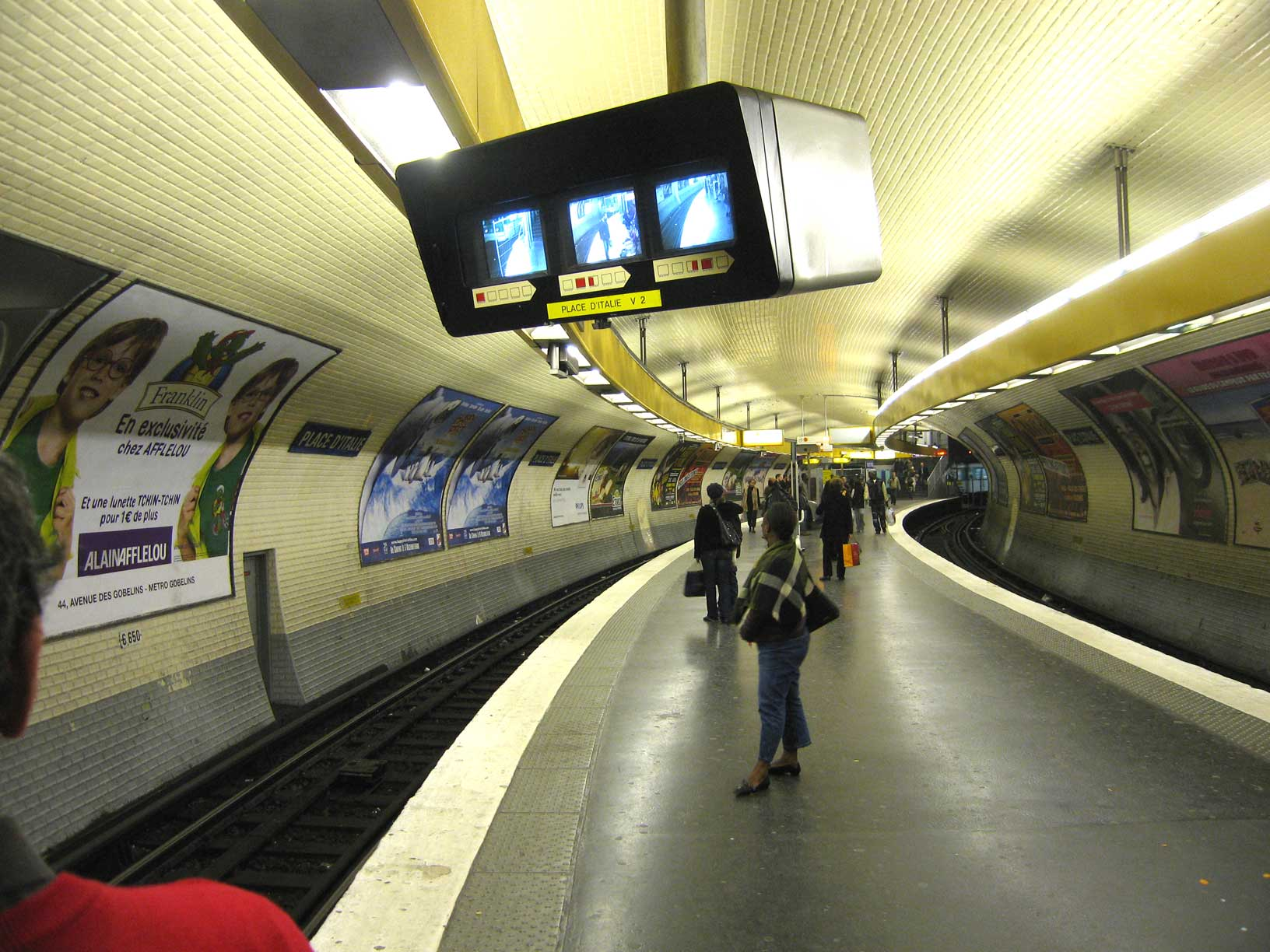
Place d’Italie
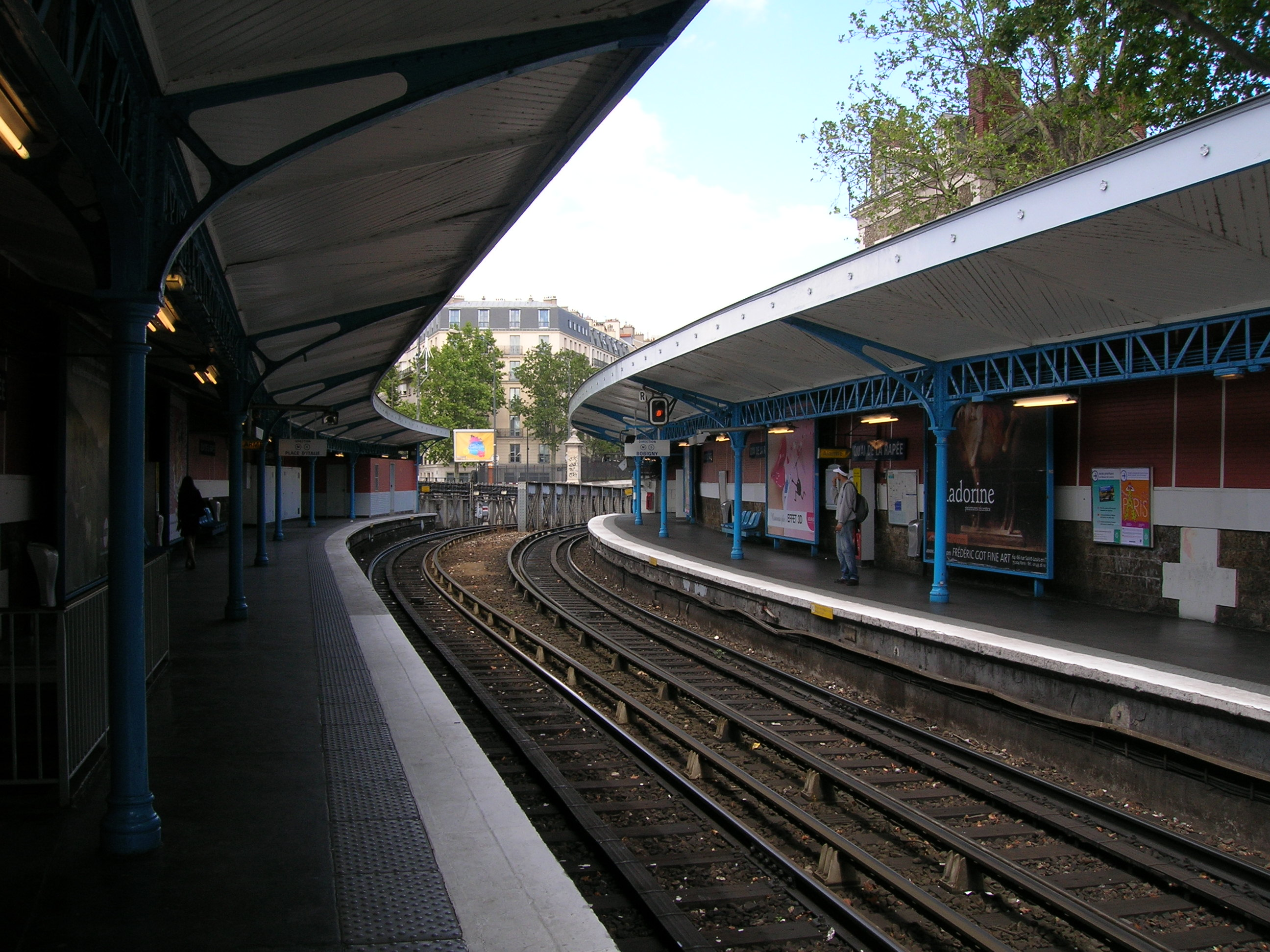
Quai de la Rapée
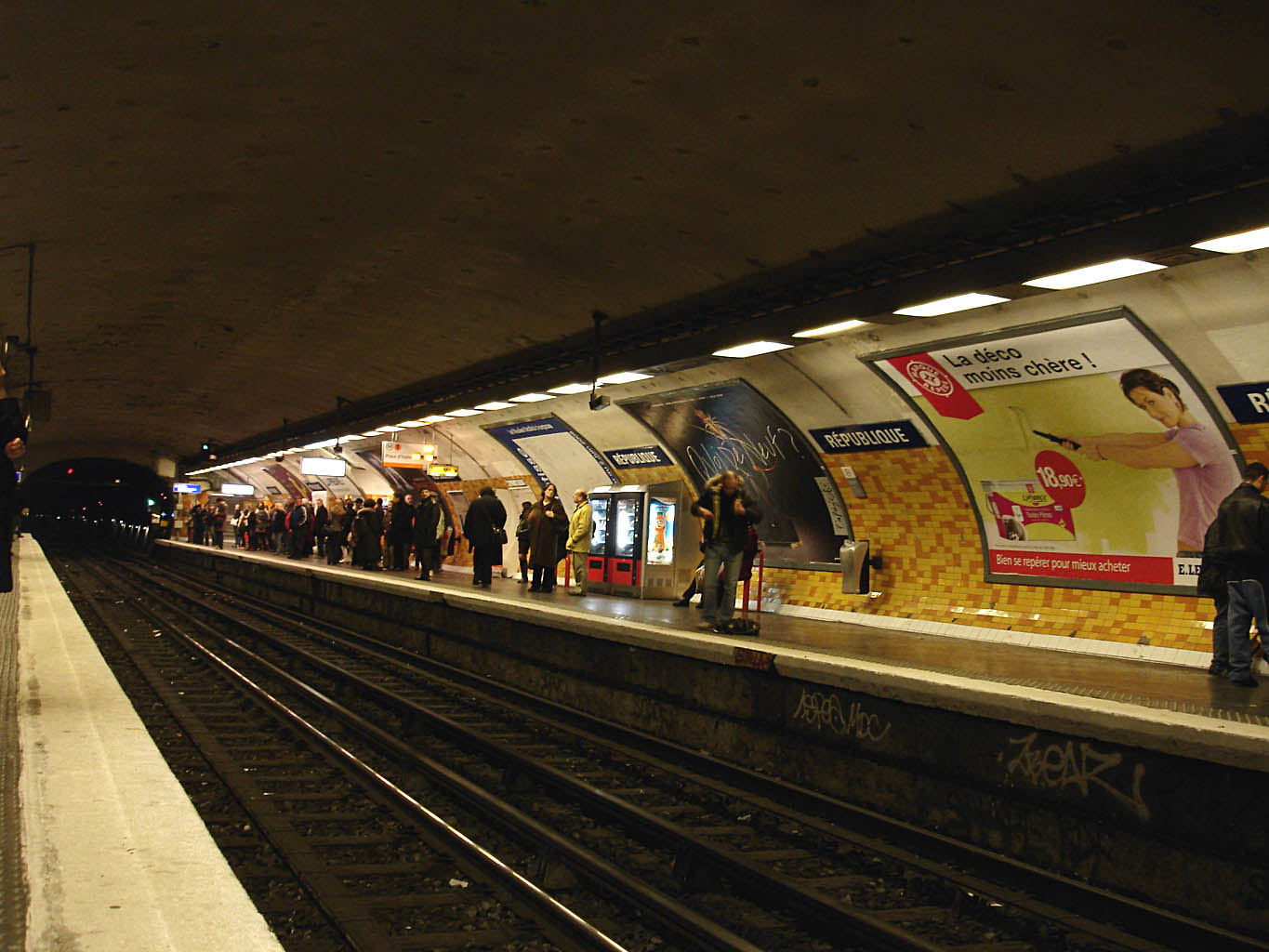
République
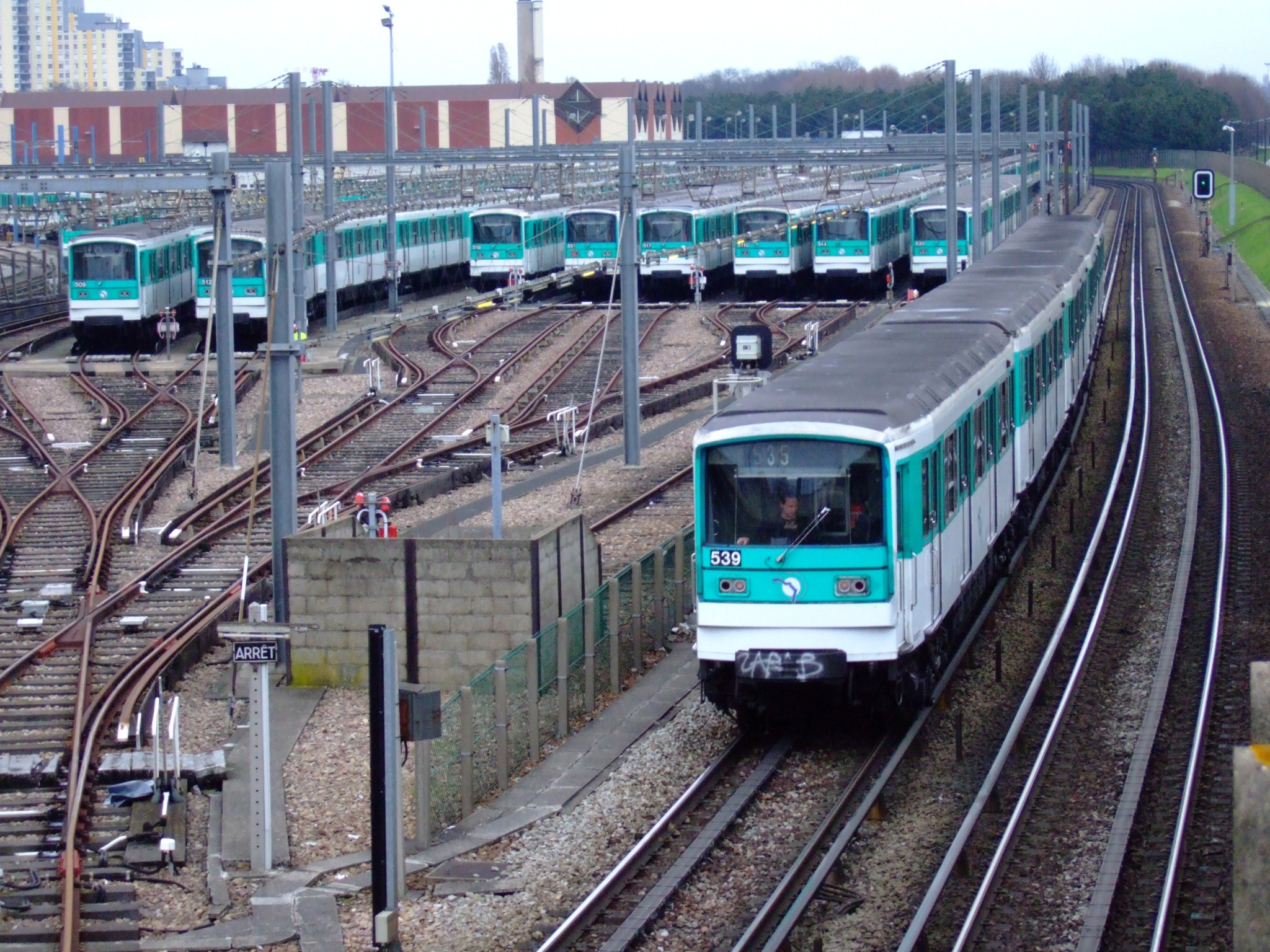
MF 67 sorozatú szerelvények a Bobigny járműtelepen.
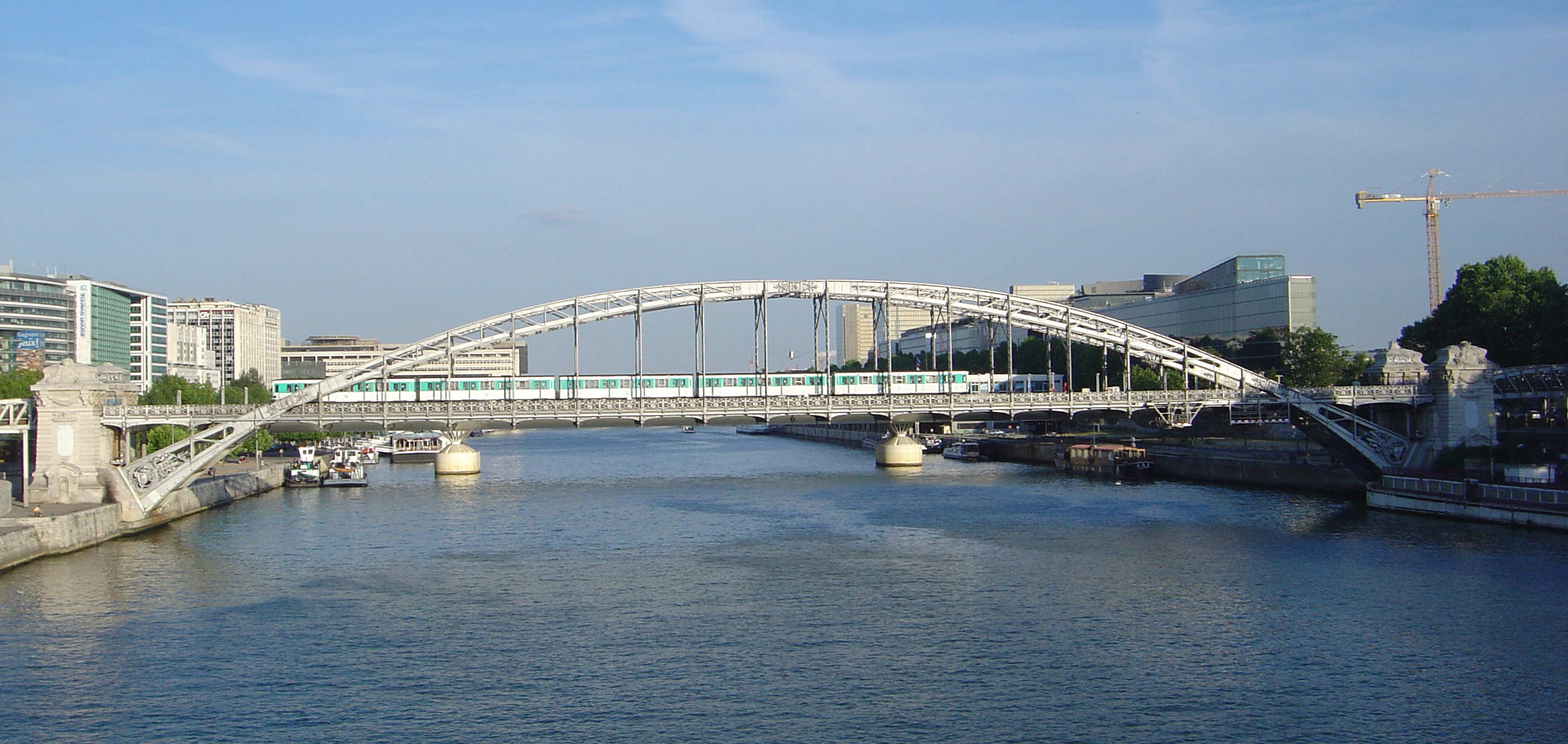
MF 67 szerelvény a d'Austerlitz viadukton.
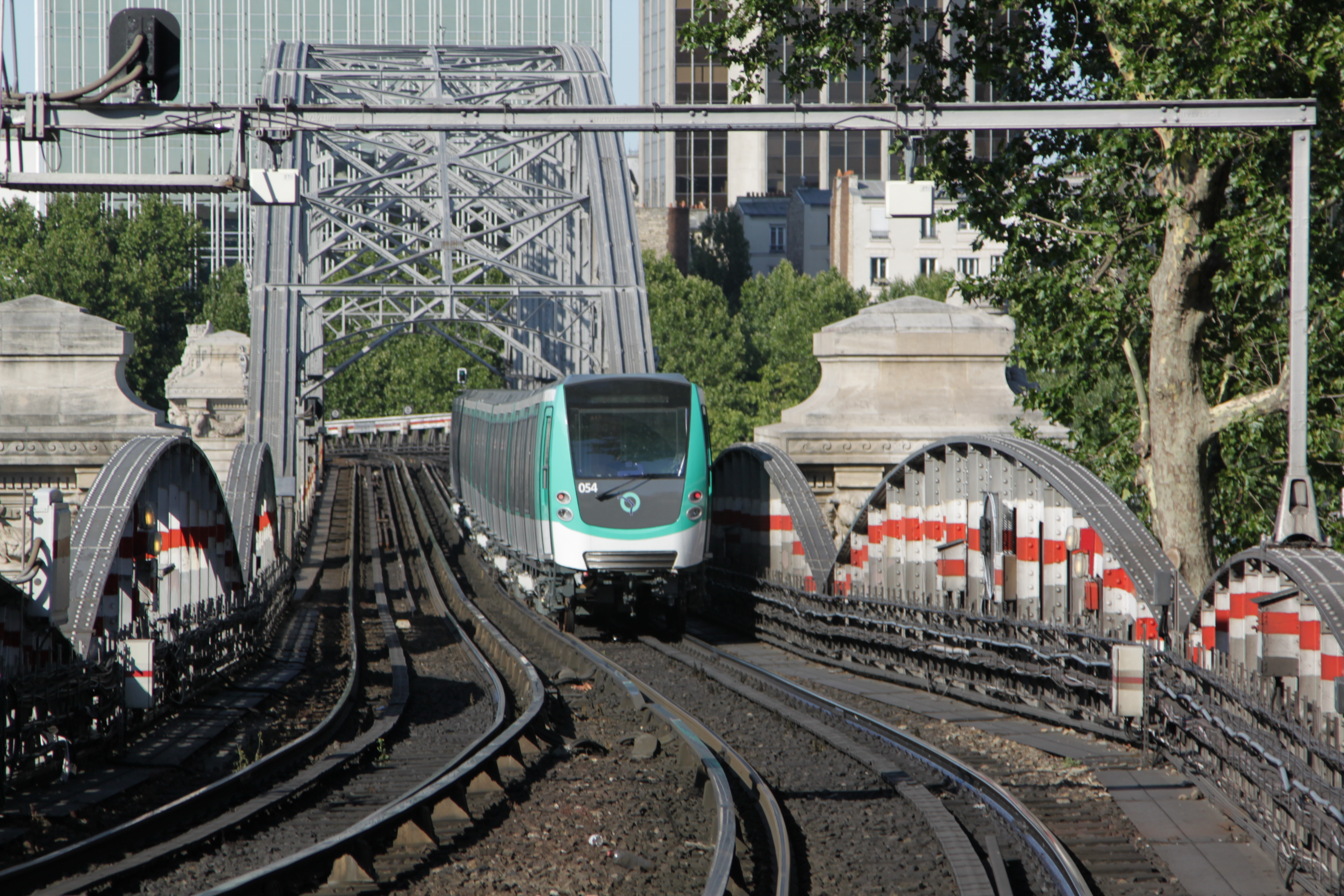
Az új MF 2000 sorozatú szerelvény